# Борис Тошков
Борис Георгиев Тошков е български партизанин, офицер, генерал-майор.

## Биография
Роден е на 27 август 1920 г. в село Локорско, Софийско. Работи като словослагател. Член на РМС от 1935 г., и на БРП от 1943 г. Партизанин и командир на втори теренски батальон в Партизанска бригада „Чавдар“.
След 9 септември 1944 г. служи в Българската армия. Участва в сражения с германците при Страцин, като командир на партизанска рота в състава на първи пехотен софийски полк. Завършва военното училище в София, а след това и бронетанкова школа в Санкт Петербург. Бил е началник на отдел в МВР-ДС. По негови думи в навечерието на 9 септември разстрелват множество български офицери в село Чурек. От 1964 до 1968 г. е помощник-военен аташе в Москва. Достига до звание генерал-майор през 1969 г. като комендант на Министерството на народната отбрана Военно аташе в Москва (1979 – 1987). На 1 април 1989 г. излиза в запас. През 2014 г. излиза книгата му „За село Локорско и неговите достойни хора“. Умира на 2 април 2018 г. в родното си село. Носител на орден „Народна република България“ – III ст. (1970), орден „Георги Димитров“ (1980).